# Бочиха
Бочиха — река в России, протекает по Бежецкому району Тверской области.
Устье реки находится в 394 км по левому берегу реки Молога. Длина реки составляет 15 км, площадь водосборного бассейна — 60,1 км².
На реке стоит деревня Дмитраково Филиппковского сельского поселения.

## Данные водного реестра
По данным государственного водного реестра России относится к Верхневолжскому бассейновому округу, водохозяйственный участок реки — Молога от истока и до устья, речной подбассейн реки — Реки бассейна Рыбинского водохранилища. Речной бассейн реки — (Верхняя) Волга до Куйбышевского водохранилища (без бассейна Оки).
Код объекта в государственном водном реестре — 08010200112110000005323.

## Топографическая карта
- Лист карты O-37-74 Бежецк. Масштаб: 1 : 100 000. Состояние местности на 1972 год. Издание 1978 г.